# Hästtjärnarna (Dorotea socken, Lappland, 714314-153357)
Hästtjärnarna är en sjö i Dorotea kommun i Lappland och ingår i Ångermanälvens huvudavrinningsområde.